# Svarta tjärnen, Västergötland
Svarta tjärnen är en sjö i Falkenbergs kommun i Västergötland och ingår i Ätrans huvudavrinningsområde. Sjöns area är 0,015 kvadratkilometer och den befinner sig 141 meter över havet.